# Fogo
Fogo (portugisisk for ild) er en vulkansk ø i den kapverdiske øgruppe Sotavento. Fogo er den mest fremtrædende af øerne i denne øgruppe eftersom øens højeste punkt, Vulkanen Fogo, er 2.829 meter over havet. Vulkanen havde sit sidste udbrud i 1995. Ved foden af vulkanen ligger den lille landsby Chã das Caldeiras. Areal: 476 km². Antal indbyggere var i 1991 40.000, men er blevet reduceret til 37.409 i 2001.
14°57′N 24°21′V / 14.95°N 24.35°V